# Heliostaat

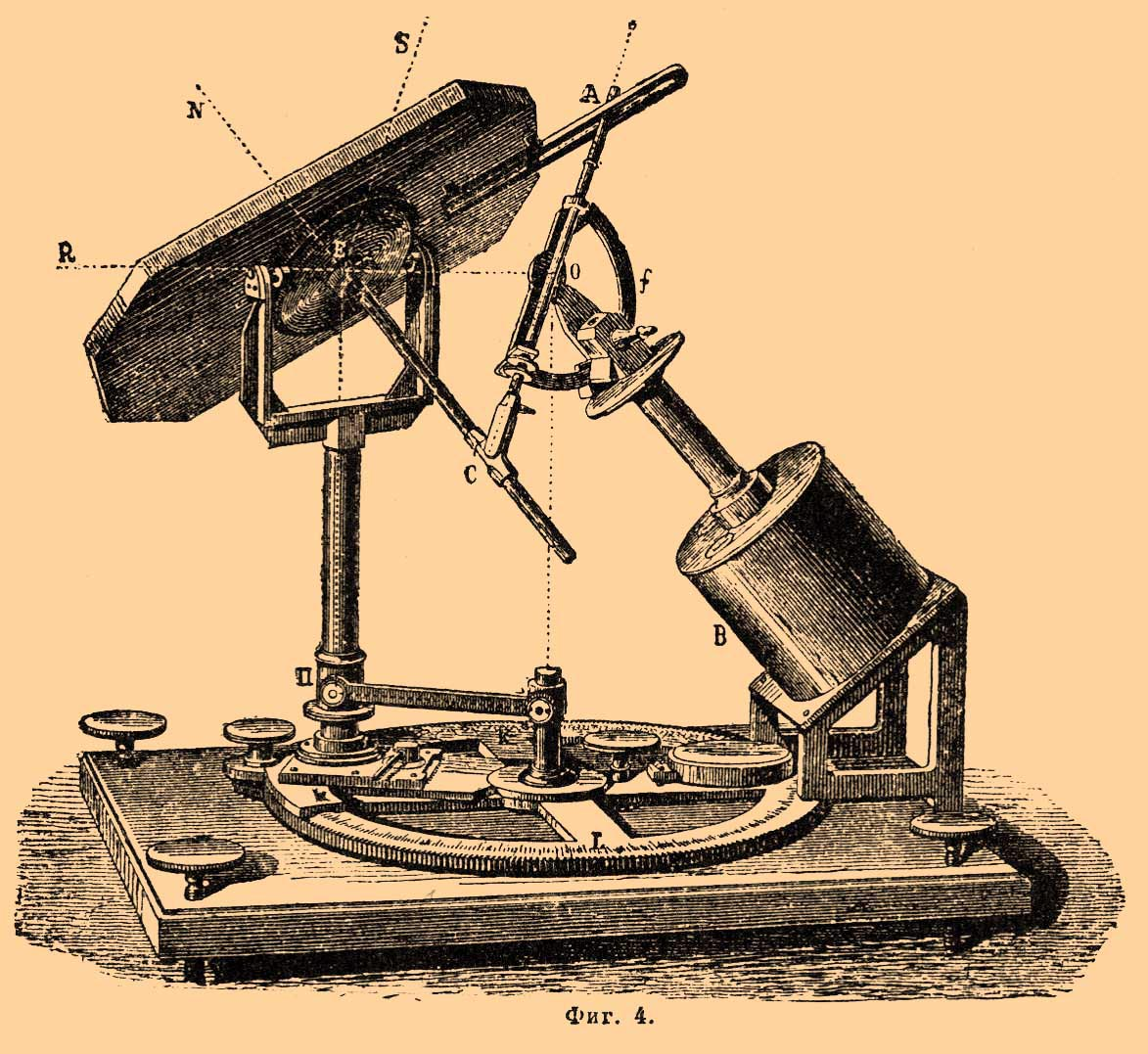
Een tekening van een ouderwetse heliostaat met linksboven de spiegel die wordt gedraaid om het licht naar steeds hetzelfde punt te weerkaatsen

Een heliostaat is een instrument dat met behulp van een spiegel het zonlicht laat weerkaatsen naar een bepaald punt. Normaal gesproken zou de draaiing van de aarde ervoor zorgen dat het zonlicht steeds naar een ander punt wordt weerkaatst door de invalshoek die steeds verandert, maar doordat de heliostaat is verbonden aan een klok draait de spiegel mee en wordt het zonlicht dus steeds naar hetzelfde punt weerkaatst. De heliostaat werd waarschijnlijk uitgevonden door Willem Jacob 's Gravesande om proeven mee uit te voeren. Toentertijd waren er namelijk nog geen sterke lampen beschikbaar en was de zon vaak de enige geschikte lichtbron voor optische proeven.
Tegenwoordig worden heliostaten niet meer veelvuldig gebruikt voor het uitvoeren van proefjes, maar voor onder andere het opwekken van zonne-energie. Die heliostaten zijn dan wel computergestuurd in plaats van dat de spiegels draaien door een klok. In een dergelijke zonnecentrale weerspiegelen vele heliostaten het licht naar een centrale toren. In die centrale toren bevindt zich zout of water dat door het zonlicht wordt opgewarmd. Het zout of water absorbeert die zonnestralen en het merendeel van die hitte kan worden omgezet in elektriciteit. De eerste zonnecentrale, die gelegen is in de Zuid-Spaanse gemeente Sanlúcar la Mayor, trad in werking in 2007. Zonnecentrales met heliostaten bevinden zich naast in Spanje ook in onder andere de Verenigde Staten en in Frankrijk.
Een heliostaat wordt ook op sterrenwachten gebruikt om veilig naar de zon te kunnen kijken. Het is tenslotte erg gevaarlijk om met het blote oog of met een telescoop rechtstreeks in de zon te kijken. Met een heliostaat kan door middel van de weerkaatsing van het zonlicht een beeld van de zon op een scherm worden geprojecteerd in het auditorium van de sterrenwacht, zodat bezoekers naar de zon kunnen kijken zonder het risico te lopen om verblind te worden. Op deze manier kunnen ze dan bijvoorbeeld zonnevlekken of een zonsverduistering zien.

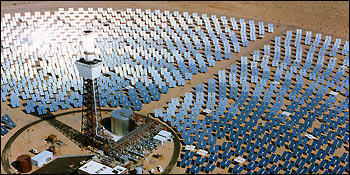
Een modern gebruik van de heliostaat; de centrale paal ontvangt licht en daarmee wordt energie opgewekt.